# Amante

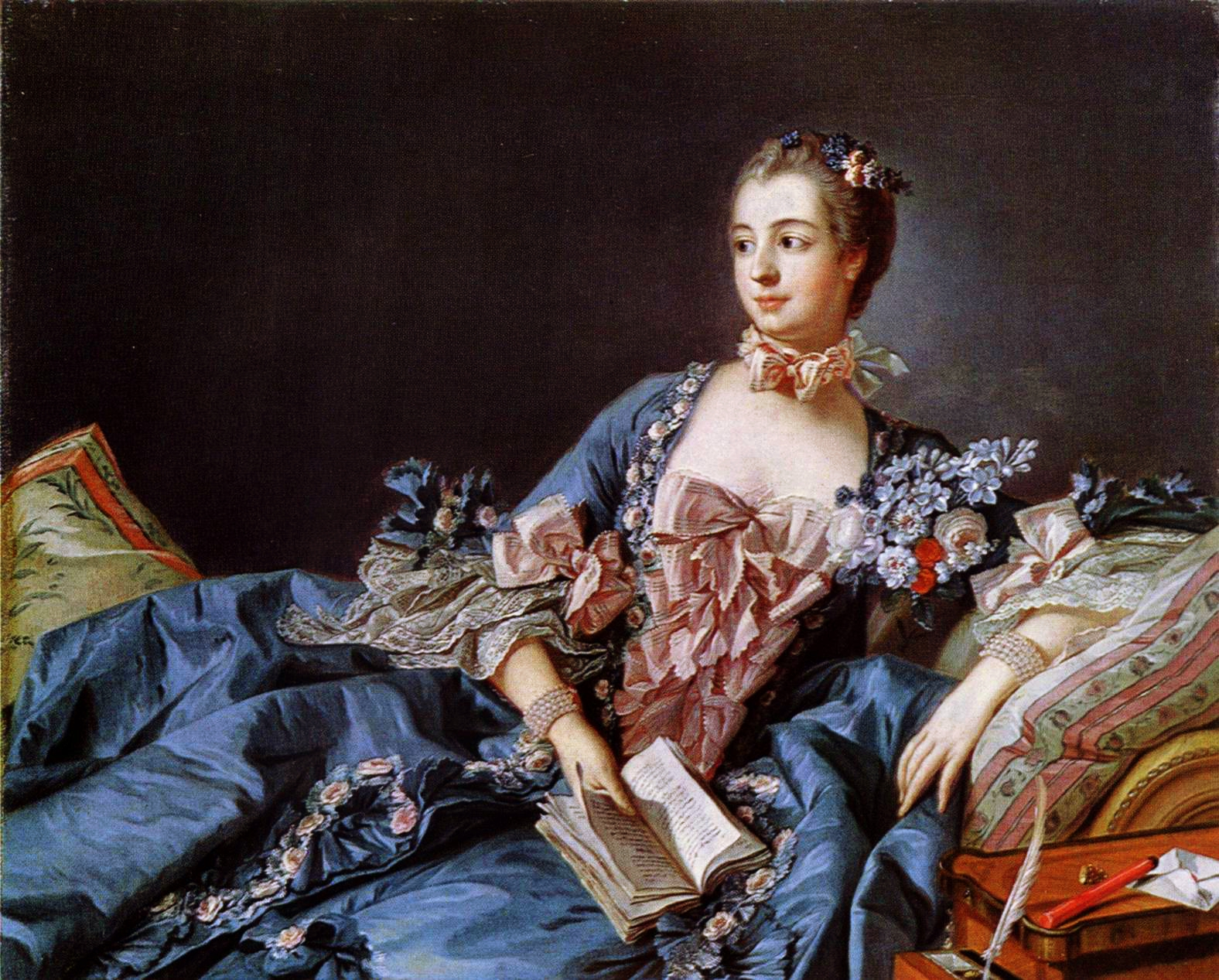
Madame de Pompadour, amante de Luís XV de França, cerca 1750

Amante, em seus termos mais clássicos, significa uma pessoa que ama ou tem paixão por outra coisa, assunto, área, pessoas ou afins; aquele que mantém, com outra pessoa, relação sexual de forma estável, porém não assume publicamente tal envolvimento, sem demais danos morais às partes.
Outro significado que é popularmente usado, quando se tratando de relacionamentos de pessoas casadas com terceiros, é a denominação dada ao homem ou à mulher que mantém um relacionamento duradouro com uma pessoa casada com uma terceira. Tal relação é geralmente estável e semipermanente, entretanto, o casal não vive abertamente junto, pois o relacionamento é considerado imoral pela sociedade. Ademais, o relacionamento é frequentemente, mas não sempre, secreto. E pode haver a implicação de o/a amante ser mantido/a (manteúdo/a) financeiramente pelo parceiro/a.

## Descrição
Uma amante geralmente está em um relacionamento de longo prazo com uma pessoa que é casada com outra pessoa e é frequentemente chamada de "a outra mulher". Geralmente, o relacionamento é estável e pelo menos semipermanente, mas o casal não vive junto abertamente. O relacionamento é frequentemente, mas nem sempre, secreto. Muitas vezes há também a implicação de que a amante às vezes é "mantida" - ou seja, seu amante está pagando todas ou algumas de suas despesas de subsistência.
Historicamente, o termo "amante" denotava uma "mulher mantida", que era mantida em um estilo de vida confortável, ou mesmo luxuoso, por um homem rico para que ela estivesse disponível para seu prazer sexual. Essa mulher poderia se mover entre os papéis de amante e cortesã, dependendo de sua situação e ambiente. Considerando que a palavra "amante" foi usada quando a parceira ilícita era casada com outro homem.
Em contextos modernos, a palavra "amante" é usada principalmente para se referir à amante, casada ou solteira, de uma pessoa que é casada, sem os aspectos de mulher mantida. No caso de uma pessoa solteira, "amante" geralmente não é usado. Em vez disso, quando a mulher é solteira, é comum falar de "namorada" ou "companheira", e quando a mulher é casada, ela é chamada de "amante".
O termo "amante" foi originalmente usado como a contraparte feminina neutra de "senhor" ou "mestre". Ao se referir àqueles de status social mais elevado, significava a mulher casada com o dono, ou locatário, da casa, e era um termo de respeito deferente.

## História
As amantes historicamente mais conhecidas e pesquisadas são as amantes reais de monarcas europeus, por exemplo, Agnès Sorel, Diane de Poitiers, Barbara Villiers, Nell Gwyn, Madame de Montespan e Madame de Pompadour. A manutenção de uma amante na Europa não se limitava à realeza e à nobreza, mas permeava as fileiras sociais, essencialmente a qualquer homem que pudesse se dar ao luxo de fazê-lo. Qualquer homem que pudesse pagar uma amante poderia ter uma (ou mais), independentemente da posição social. Um comerciante rico ou um jovem nobre poderia ter mantido uma mulher. Ser amante era tipicamente uma ocupação para uma mulher mais jovem que, se tivesse sorte, poderia se casar com seu amante ou outro homem de posição.
A balada "The Three Ravens" (publicada em 1611, mas possivelmente mais antiga) exalta a amante leal de um cavaleiro morto, que enterra seu amante morto e depois morre de esforço, pois estava em um estágio avançado de gravidez. O criador de baladas atribuiu esse papel à amante do cavaleiro ("leman" era o termo comum na época) e não à sua esposa.
Nas cortes da Europa, particularmente em Versalhes e Whitehall nos séculos 17 e 18, uma amante costumava exercer grande poder e influência. Um rei pode ter várias amantes, mas ter uma única "amante favorita" ou "amante oficial" (em francês, maîtresse-en-titre), como acontece com Luís XV e Madame de Pompadour. As amantes de Luís XV (especialmente Madame de Pompadour) e Carlos II eram frequentemente consideradas como exercendo grande influência sobre seus amantes, sendo os relacionamentos segredos abertos.  Além de ricos comerciantes e reis, Alexandre VI é apenas um exemplo de um papa que manteve amantes.  Embora os extremamente ricos pudessem manter uma amante por toda a vida (como George II da Grã-Bretanha fez com a "Sra. Howard", mesmo depois de não estarem mais romanticamente ligados), esse não era o caso da maioria das mulheres mantidas.
Em 1736, quando George II estava em ascensão, Henry Fielding (em Pasquin) faz seu Lord Place dizer: "[...] mas, senhorita, cada um agora guarda e é mantido; não existem casamentos hoje em dia, a menos que apenas contratos de Smithfield, e isso para o sustento das famílias; mas então o marido e a esposa se mantêm dentro de quinze dias".
Ocasionalmente, a amante está em uma posição superior, tanto financeira quanto socialmente, ao seu amante. Como viúva, Catarina, a Grande, era conhecida por ter se envolvido com vários homens sucessivos durante seu reinado; Mas, como muitas mulheres poderosas de sua época, apesar de ser uma viúva livre para se casar, ela optou por não compartilhar seu poder com o marido, preferindo manter o poder absoluto sozinha.
Na literatura, o romance de 1928 de D. H. Lawrence, Lady Chatterley's Lover, retrata uma situação em que uma mulher se torna amante do guarda-caça de seu marido.  Até recentemente, uma mulher ter um amante socialmente inferior era considerada muito mais chocante do que a situação inversa.

### Século 20
À medida que o divórcio se tornava mais socialmente aceitável, era mais fácil para os homens se divorciarem de suas esposas e se casarem com as mulheres que, nos anos anteriores, poderiam ter sido suas amantes. A prática de ter uma amante continuou entre alguns homens casados, especialmente os ricos. Ocasionalmente, os homens se casavam com suas amantes. O falecido Sir James Goldsmith, ao se casar com sua amante, Lady Annabel Birley, declarou: "Quando você se casa com sua amante, você cria uma vaga de emprego".